# Luna 10

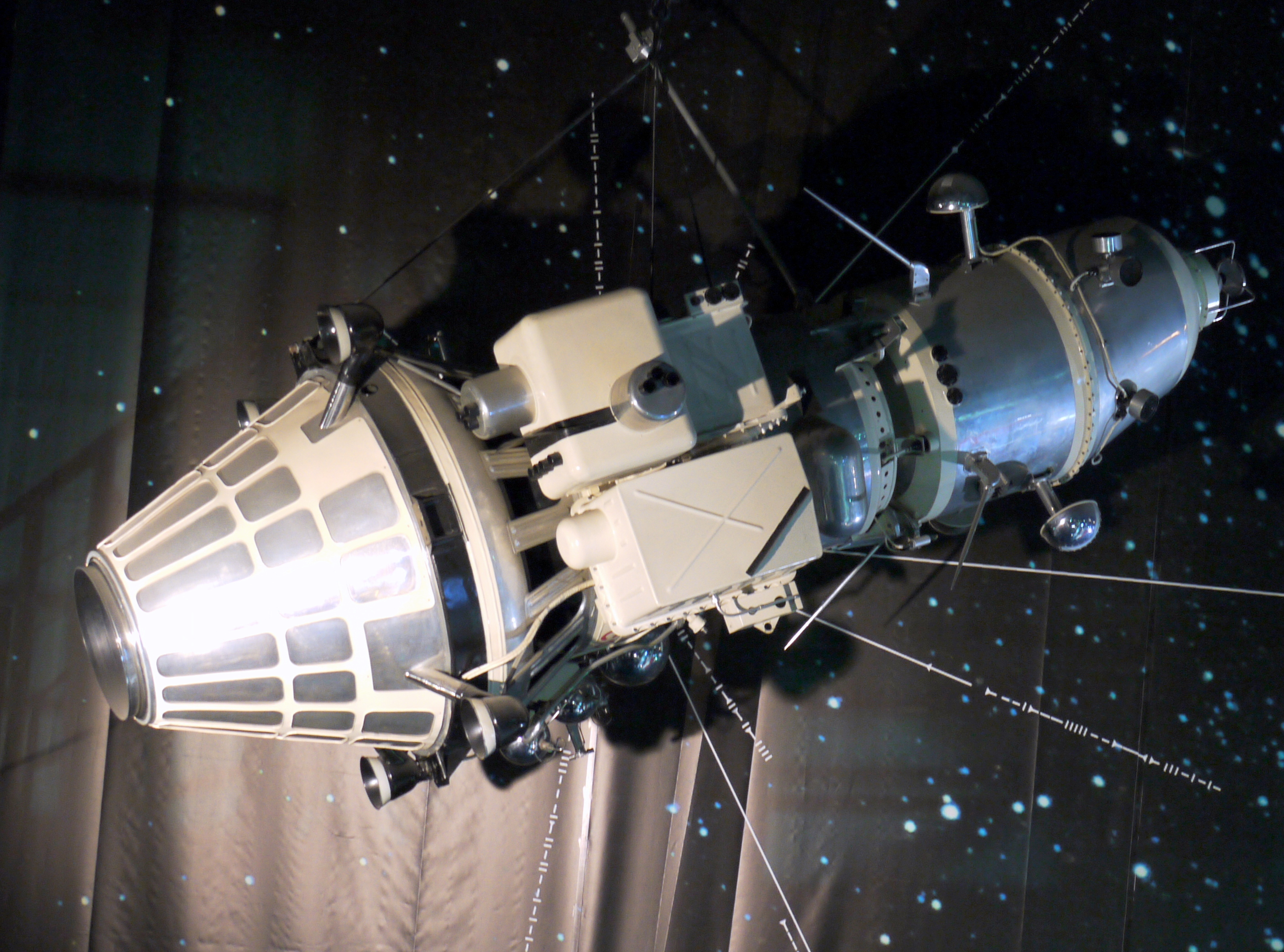
O módulo orbital da Luna 10.

Luna 10 (em russo: Луна que significa lua), também conhecida como Lunik 10, foi a designação de uma missão não tripulada conduzida pela União Soviética, composta por uma Espaçonave robótica que se tornou o primeiro satélite artificial da Lua. 

## A espaçonave
Fabricada pelo NPO Lavochkin (OKB-301), ela pesava 1.350 kg no lançamento, sendo 245 kg do módulo orbital, que tinha 1,5 m de altura e 75 cm de diâmetro, com os seguintes instrumentos a bordo:
- Magnetômetro
- Espectrômetro de raios gama
- Cinco contadores de disparo de gás
- Dois dispositivos de captura de íons e partículas carregadas
- Detector de micrometeoritos piezoelétrico
- Detector infravermelho
- Contadores de fótons de raio-X de baixa energia

## A missão
O lançamento da Luna 10, ocorreu em 31 de Março de 1966 as 10:48:00 UTC, através de um foguete Molniya-M, a partir da plataforma 31/6 que a levou a uma órbita de espera intermediária e em seguida impulsionado em direção à Lua. Depois de uma manobra de correção de curso realizada em 1 de Abril, a Luna 10, a segunda de duas sondas do tipo E-6C arduamente preparadas (esta era a reserva), entrou em órbita lunar em 3 de Abril de 1966 as 18:44 UTC, completando sua primeira órbita 3 horas depois (já em 4 de Abril, hora de Moscou).
Um compartimento de instrumentos de 245 kg se separou do módulo principal, estabelecendo uma órbita de 1017 x 350 km e 71.54° de inclinação em relação ao equador lunar. A Luna 10 era alimentada por baterias e operou durante 460 órbitas lunares e 219 transmissões de dados foram efetuadas antes que as comunicações por rádio fossem perdidas em 30 de Maio de 1966.

## A internacional
A espaçonave carregava um conjunto de osciladores de estado sólido que foram programados para reproduzir as notas do hino "A Internacional", de forma que ele pudesse ser transmitido ao vivo para o 23° Congresso do partido comunista da União Soviética. Durante um teste na noite de 3 de Abril, tudo correu bem, mas na manhã seguinte, os controladores descobriram que estava faltando uma nota, e tocaram uma fita da gravação da noite anterior para a plateia do congresso, fazendo crer que se tratava de uma transmissão ao vivo da Lua. 